# ヘルベルト・ルンゲ
ヘルベルト・ルンゲ（Herbert Runge、1913年1月13日 - 1986年3月11日）は、ドイツのプロボクサーであり、アマチュア時代は1936年ベルリンオリンピックに出場した。
エルバーフェルト（現在はノルトライン＝ヴェストファーレン州ヴッパータールの一部）で生まれ、ヴッパータールで死去した。

## アマチュアでのキャリア
ルンゲは1935年から1943年までに、8度にわたってドイツのアマチュアヘビー級チャンピオンに輝いた。1934年と1937年にはヨーロッパアマチュア選手権の銀メダル、1939年には銅メダルを獲得した。

### 1936年のオリンピック
| 回     | 対戦相手                   | 代表国           | 結果         |
| ------ | -------------------------- | ---------------- | ------------ |
| 1回戦  | 不戦勝                     | 不戦勝           | 不戦勝       |
| 2回戦  | ルドルフ・クス             | チェコスロバキア | ノックアウト |
| 3回戦  | ヴィンセント・スチュアート | イギリス         | 判定         |
| 準決勝 | フェレンツ・ナジ           | ハンガリー       | 負傷中断     |
| 決勝   | ギリェルモ・ロベル         | アルゼンチン     | 判定         |

## プロでのキャリア
ルンゲは1946年から1949年までプロで戦い、最終戦績は24戦5勝14敗5引き分けだった。